# Боа Морте, Луиш
Луи́ш Боа Мо́рте Пере́йра (порт. Luís Boa Morte Pereira; 4 августа 1977, Лиссабон) — португальский футболист и тренер. Выступал на позициях нападающего и полузащитника. В настоящее время является главным тренером сборной Гвинеи-Бисау.
Воспитанник лиссабонского «Спортинга», за основную команду этого клуба не играл, одно время выступал на правах аренды за «Лориньяненсе», клуб одной из португальских низших лиг, де-факто выполнявший функцию фарм-клуба «Спортинга».
В июне 1997 года был приобретён лондонским «Арсеналом» за 1,75 млн фунтов стерлингов. В сезоне 1997/98, когда «Арсенал» сделал «дубль», выиграв под руководством Арсена Венгера Премьер-лигу и Кубок Англии, Боа Морте сыграл 15 матчей в чемпионате и 4 игры в кубке. Всего за два с небольшим сезона в «Арсенале» он сыграл 36 официальных матчей во всех турнирах, забив в них 4 мяча.
25 августа 1999 года не проходивший в основной состав «Арсенала» португалец был продан в «Саутгемптон», являвшийся середняком Премьер-лиги, за 500 тыс. фунтов. Там он провёл единственный сезон, 1999/2000, в середине которого клуб возглавил Гленн Ходдл, не нашедший португальцу места в составе.
В июле 2000 года перешёл на правах аренды в «Фулхэм», выступавший во втором по силе дивизионе Англии, на один сезон. Сезон 2000/01 оказался весьма успешным для Луиша: он забил тогда 21 мяч, из них 18 в первенстве, а его клуб, руководимый Жаном Тигана, выиграл турнир и вышел в Премьер-лигу. В июне 2001 года был выкуплен «Фулхэмом» за 1,7 млн фунтов. В этом клубе, ставшем во время его выступлений там середняком Премьер-лиги, он провёл ещё пять с половиной сезонов, был игроком основного состава, одно время был капитаном.
В январе 2007 года перешёл в «Вест Хэм», предположительная сумма трансфера составила 5 млн фунтов стерлингов.
С 2001 года по 2009 год выступал за сборную Португалии, провёл 28 матчей, забил 1 мяч. Участник Олимпиады-2004, ЧМ-2006 (4-е место).

## Достижения
- Чемпион Англии: 1997/98
- Обладатель Кубка Англии: 1997/98
- Победитель Первого дивизиона Футбольной лиги: 2000/01 (выход в Премьер-лигу)